# Lucayo
Lucayo (Yucayo, Lucayan; pl. Lucayos, Yucayos, Lucayans).-  indijansko prastanovništvo Bahama istrijebljeno uskoro nakon otkrića Amerike. Novija arheološka iskopavanja ukazuju da su Bahami naseljeni, negdje od 300. ili 400. godine po Kristu. U 10. stoljeću Lucayo Indijanci, podskupina Arawaka, naselili su Bahame vjerojatno bježeći pred ratobornim ljudožderima iz plemena Carib. Po kulturi oni su bili miroljubivi ratari, ribari i dobri pomorci. Služili su se kamenim oruđem i proizvodili vlastitu lončariju. Kada je Kolumbo došao u bahamsko područje 1492. godine tu je živjelo oko 40.000 Lucayo Indijanaca. 
Kolumbo ih je opisao kao miroljubiv i dobroćudan narod, lijepo građenih tijela i duge crne kose. Već negdje 1513, kada je Ponce de León otkrio Floridu, ovaj narod je nestao. Između 1509. i 1513. oko 40.000 Lucayosa transportirano je na rad u rudnike i plantaže šećera. Tu je pomrla većina Indijanaca, koji nisu bili navikli na ovakvu vrstu posla. 25 godina nakon otkrića Amerike zbrisano je cjelokupno domorodačko stanovništvo Zapadnih Indija. 
Drži se, da je otok na kojemu je Kolumbo otkrio prve Indijance, bio današnji San Salvador ili Watling.  Oni su ga nazivali Guanahani